# Jonathan Sawe
Jonathan Kiplimo Sawe (ur. 22 maja 1995) – kenijski lekkoatleta specjalizujący się w biegu na 1500 metrów.
W 2011 został brązowym medalistą mistrzostw świata juniorów młodszych oraz zdobył złoty medal na igrzyskach Wspólnoty Narodów młodzieży. W 2014 stanął na najwyższym stopniu podium juniorskich mistrzostw świata w Eugene.
Rekord życiowy: 3:36,56 (16 lipca 2017, Padwa).

## Osiągnięcia
| Rok  | Impreza                               | Miejsce | Pozycja    | Wynik   |
| ---- | ------------------------------------- | ------- | ---------- | ------- |
| 2011 | Mistrzostwa świata juniorów młodszych | Lille   | 3. miejsce | 3:39,54 |
| 2011 | Igrzyska Wspólnoty Narodów młodzieży  | Douglas | 1. miejsce | 3:48,38 |
| 2014 | Mistrzostwa świata juniorów           | Eugene  | 1. miejsce | 3:40,02 |